# بيوس دورن
بيوس دورن (بالألمانية: Pius Dorn)‏ هو لاعب كرة قدم ألماني، ولد في 24 سبتمبر 1996 في فرايبورغ في ألمانيا. لعب مع نادي فرايبورغ.

## وصلات خارجية
- بيوس دورن على موقع الاتحاد الأوربي (الإنجليزية)
- بيوس دورن على موقع قاعدة بيانات كرة القدم.إي يو (الإنجليزية)
- بيوس دورن على موقع Soccerway.com (الإنجليزية)
- بيوس دورن على موقع عالم كرة القدم.نت (الإنجليزية)